# Massiel

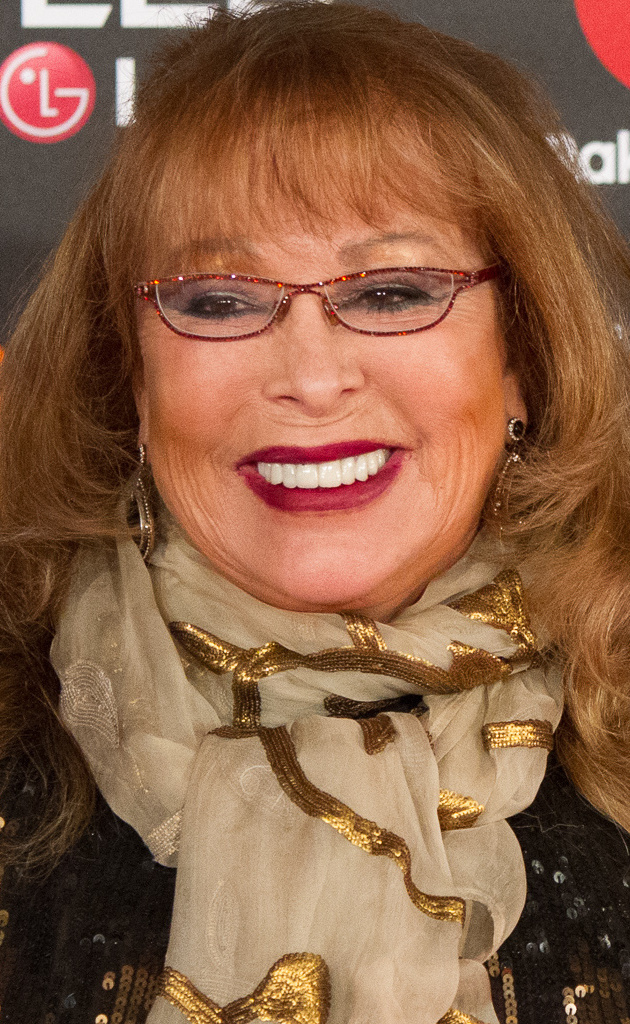
Massiel (2018)

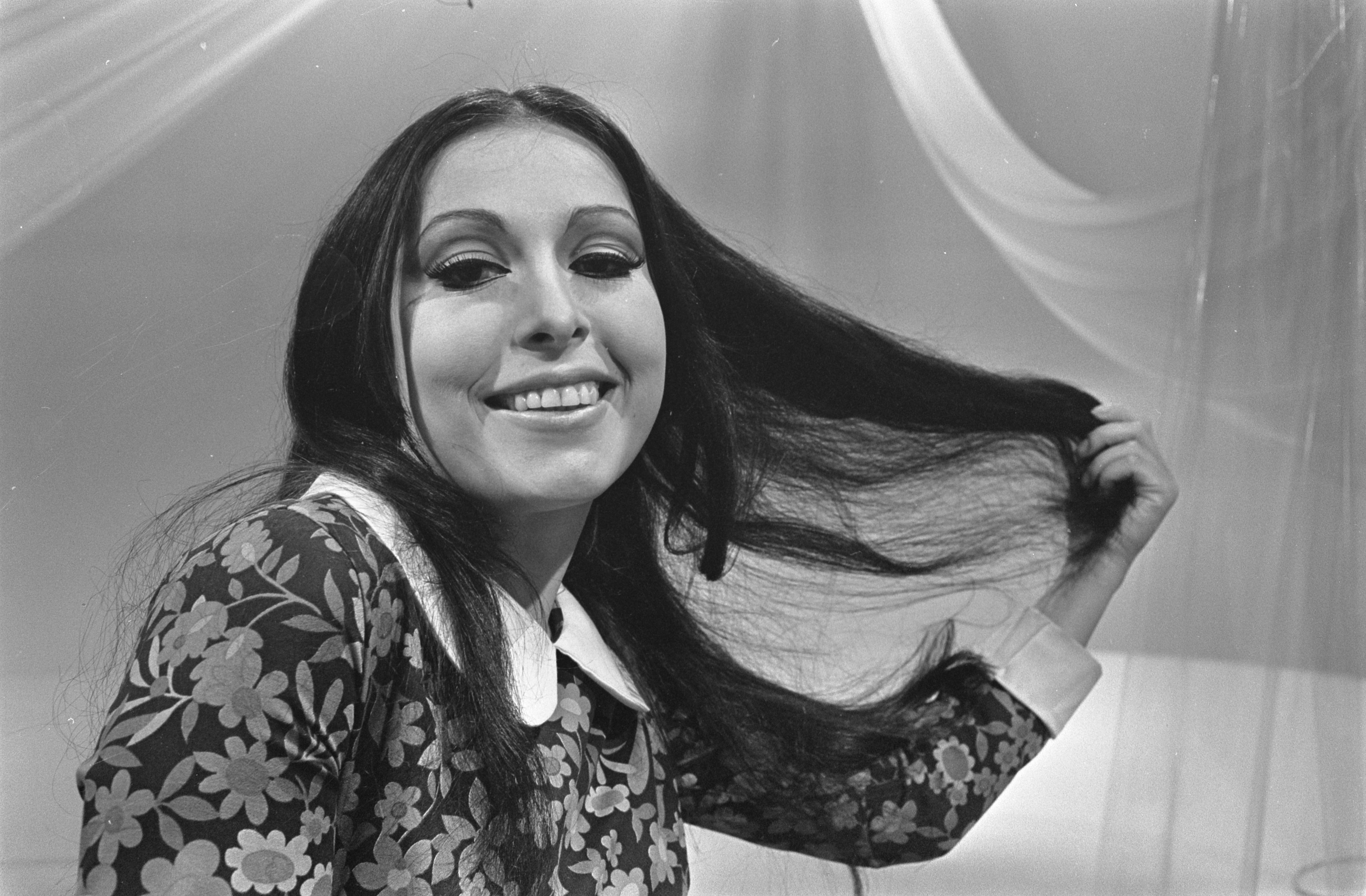
Massiel (1968)

Massiel (* 2. August 1947 in Madrid; eigentlich María de los Ángeles Santamaría Espinosa) ist eine spanische Popsängerin.

## Leben und Wirken
Massiels erste Single erschien 1966 und mit der 1967er Single Rosas en el mar, geschrieben von Luis Eduardo Aute, wurde sie in ganz Spanien und Lateinamerika bekannt. 
Den bislang größten Erfolg ihrer Karriere feierte sie, als sie mit ihrem Song La, la, la den Eurovision Song Contest 1968 gewann. In den 1970er Jahren war sie auch als Theaterschauspielerin tätig.

## Diskografie
Singles
- 1966: Rufo el pescador
- 1966: ¿Y sabes que vi?
- 1966: Él era mi amigo
- 1967: Rosas en el mar
- 1967: Aleluya nº1
- 1967: La moza de los ojos tristes
- 1968: La, la, la
- 1968: Deja la flor
- 1970: Dejas las montañas
- 1973: Rompe los silencios
- 1976: María de los guardias
- 1981: Eres
- 1981: El amor
- 1982: Acordeón
- 1983: Marinero
- 1983: Más fuerte
- 1984: Voy a empezar de nuevo
- 1986: Todo lo que cambié por ti
- 1986: Volverán
- 1990: Deslizes
- 1993: Cheque en blanco
- 1998: Desátame